# Ou Kyoung-jun
Ou Kyoung-jun, né à Séoul en  Corée du Sud le 10 décembre 1987, est un footballeur sud-coréen. Son poste de prédilection est ailier.

## Biographie
C'est à l'occasion d'un test avec les meilleurs jeunes joueurs coréens de football qu'il est repéré par les dirigeants messins, où il arrive en 2002 avec son compatriote Kang Jin-wook. Les deux joueurs participent à la Coupe du monde des moins de 17 ans de 2003 avec l'équipe de Corée du Sud. 
Habitué à jouer avec la réserve du FC Metz, il participe à son premier et seul match de Ligue 1 contre l'OGC Nice en 2007-2008. À l'été 2008, il est prêté pour un an au Seongnam Ilhwa Chunma. En 2009, il signe au Football Club Séoul et se trouve de nouveau prêté en 2010 au Daejeon Citizen.
Impliqué dans un important scandale de matchs truqués (en) en 2011, il arrête sa carrière professionnelle à 23 ans, après 33 matchs et 4 buts en K-League.

## Carrière

### En Club
- 2002 - 2008 : FC Metz  France
- 2008 - 2009 : Seongnam Ilhwa Chunma  Corée du Sud (prêt)
- 2009 - 2011 : Football Club Séoul  Corée du Sud
- 2010 : Daejeon Citizen  Corée du Sud (prêt)